# 百舌鳥站
百舌鳥站（日语：／ Mozu eki */?）是一個位於大阪府堺市堺區、屬於西日本旅客鐵道（JR西日本）阪和線的鐵路車站。車站編號為JR-R30。

## 車站結構
相對式月台2面2線的地面車站。

### 月台配置
| 月台 | 路線   | 方向 | 目的地                   |
| ---- | ------ | ---- | ------------------------ |
| 1    | 阪和線 | 下行 | 鳳、關西機場、和歌山方向 |
| 2    | 阪和線 | 上行 | 天王寺、大阪方向         |

## 使用情況
2017年度的1日平均上下車人次為3,904人。
近年1日平均上下車人次推移如下表｡
| 1997年 | 4,984 |
| 1998年 | 4,790 |
| 1999年 | 4,595 |
| 2000年 | 4,518 |
| 2001年 | 4,336 |
| 2002年 | 4,154 |
| 2003年 | 4,179 |
| 2004年 | 4,131 |
| 2005年 | 4,018 |
| 2006年 | 3,890 |
| 2007年 | 3,730 |
| 2008年 | 3,702 |
| 2009年 | 3,690 |
| 2010年 | 3,828 |
| 2011年 | 3,830 |
| 2012年 | 3,935 |
| 2013年 | 4,031 |
| 2014年 | 3,978 |
| 2015年 | 4,036 |
| 2016年 | 3,960 |
| 2017年 | 3,904 |

## 車站周邊
- 仁德天皇陵（大仙陵古墳）
- 御廟山古墳
- 板助古墳（日语：いたすけ古墳）
- 長塚古墳（日语：長塚古墳 (堺市)）
- 大仙公園
  - 堺市博物館（日语：堺市博物館）
  - 自行車博物館（日语：自転車博物館）
  - 堺市立中央圖書館（日语：堺市立中央図書館）
  - 日本庭園
- 百舌鳥八幡宮（日语：百舌鳥八幡宮）
- 万代寺（日语：万代寺）
- 圓通寺（日语：円通寺 (堺市)）
- 大阪府立堺支援学校（日语：大阪府立堺支援学校）
- 堺歯科衛生士專門学校（日语：堺歯科衛生士専門学校）

## 相鄰車站
西日本旅客鐵道
 阪和線
■關空快速、■紀州路快速、■快速、■直通快速、■區間快速
不停此站
■普通
三國丘（JR-R29）－百舌鳥（JR-R30）－上野芝（JR-R31）

## 外部連結
- 百舌鳥｜車站資訊：JR出門網 - 西日本旅客鐵道